# Birthday Bluffs
Die Birthday Bluffs (englisch für Geburtstagsklippen) sind Felsenkliffs im ostantarktischen Viktorialand. Sie ragen mit einer Höhe von 1296 m zwischen dem Anniversary Bluff und dem Windscoop Bluff an der Südflanke des Mason Spur an der Scott-Küste auf.
Die Benennung der Kliffs geht auf einen Vorschlag der neuseeländischen Geologin Anne Catherine Wright (* 1954, später verheiratete Wright-Grassham) vom New Mexico Institute of Mining and Technology in Socorro, New Mexico, zurück. Wright erkundete die Kliffs am 21. November 1983, dem Geburtstag ihres Vaters Peter Wright.